# Цена счастья
«Цена счастья» (азерб. Xoşbəxtlik qayğıları) — советская комедия с элементами драмы и мелодрамы 1976 года производства киностудии Азербайджанфильм.

## Сюжет
Фильм рассказывает о семье Рухсары (Шафига Мамедова), в которой дочери и сын Ибрагим (Фируз Бабаев), любящие и заботливые. Девушки — Гульхара (Шукуфа Юсифова), Халида (Халида Гулиева), Саки (Дилара Гусейнова), Захра (Джамила Агаева) и Севиндж (Рена Джафарова). Желание матери — выдать замуж дочерей с приданным. Ибрагим понимает, что счастье молодой семьи не измеряется приданым или деньгами. Но ради своей матери он пытается заработать деньги для своих сестёр. Подростки также понимают, что счастье не в деньгах. Если вы живёте руку об руку с человеком, которого вы любите, вы можете преодолеть все соблазны жизни …
Фильм отражает вопросы устаревших моральных представлений и пережитков прошлого в сознании людей, этики новой жизни с канонами старого адата и о том, что счастье человека заключается не только в материальных ценностях.

## Создатели фильма

### В ролях
Фируз Бабаев — Ибрагим
Шафига Мамедова — Рухсара
Халида Кулиева (в титрах — Халида Касумова) — Халида
Шукуфа Юсупова — Гюльхар
Дилара Гусейнова — Сакина
Джамиля Агаева — Захра
Рана Джафарова — Севиндж
Насиба Зейналова — Кишвер
Захира Исмаилова — Закия
Али Зейналов — отец Закии
Расим Балаев — Санан
Таир Яхын — Мурсал
Алескер Мамедоглу — Аловсат
Мухтар Маниев — Шахлар
Мехти Сеидбейли — Мехти
Иджран Мехбалиева — коллега по работе Ибрагима
Офелия Аслан (в титрах — Офелия Асланова) — Bağ sahibəsi
Мамед Алили — Çayçı
Ф. Адыгёзалзаде
Энвер Гасанов — Нуру
Маяк Каримов — коллега
Гульхар Гасанова — мать Санана (в титрах не указана)
Гаджимамед Кафказлы — отец Санана (в титрах не указан)
Садых Гасанзаде — Bağ sahibi (в титрах не указан)
Гюндуз Аббасов — Bağ sahibi (в титрах не указан)
Мехрибан Сеидбейли

#### Роли дублировали

##### Внутренний дубляж
Шахмар Алекперов — Ибрагим (Фируз Бабаев) (в титрах не указан)

##### Дубляж на русский язык
- Борис Быстров (Фируз Бабаев — Ибрагим)
- Татьяна Конюхова (Шафига Мамедова — Рухсара)
- Марина Гаврилко (Насиба Зейналова — Кишвер)
- Николай Маликов (Расим Балаев — Санан)
- Валентина Виноградова (Халида Касумова — Халида)
- Галина Булкина (Шукуфа Юсупова — Гюльхар)
- Николай Александрович (Али Зейналов — отец Закии)
- Эдуард Бредун (Таир Яхин — Мурсал)
- Руслан Ахметов (Алескер Мамедоглу — Аловсат)
- Татьяна Решетникова (Джамиля Агаева — Захра)
- Антонина Кончакова (Захира Исмаилова — Закия)
- Юлиана Бугаева (Дилара Гусейнова — Сакина)
- Маргарита Корабельникова (Рана Джаббарова — Севиндж)

### Административная группа
- автор сценария и режиссёр-постановщик: Гасан Сеидбейли
- второй режиссер: Эльмира Алиева
- оператор-постановщик: Расим Исмайлов
- второй оператор: Юрий Варновский
- монтажёр-постановщик: Эсмира Исмайлова
- художники-постановщики: Мамед Гусейнов, Майис Агабеков
- художник-гримёр: Эльбрус Вахидов
- художник по декорациям: Али Алиев
- художник по костюмам: Татьяна Амирова
- композитор: Тофик Кулиев
- звукооператор: Акиф Нуриев
- оркестр: Симфонический оркестр Государственного комитета кинематографии СССР
- дирижёр: Д. Штильман
- авторы текста песни: Талят Эйюбов, С. Мустафазаде
- оператор комбинированных съёмок: Хамза Ахмедоглу
- художник комбинированных съёмок: Эдуард Абдуллаев
- ассистенты режиссёра: Айдын Махмудбеков, К. Шахвердиев, К. Мамедов
- ассистенты оператора: В. Романов, Вагиф Багиров, И. Копанец
- редактор: Ахмедага Курбанов
- директор фильма: Даниил Евдаев

## Награды и премии
В 1977 году фильм был номинирован на премию 10-го Всесоюзного кинофестиваля в Риге. Режиссёр Гасан Сеидбейли был удостоен специального приза фестиваля.